# 대릴 호머
대릴 호머(영어: Daryl Homer, 1990년 7월 16일~)는 미국의 펜싱 선수로 주 종목은 사브르이다. 그는 세인트 존스 대학교 대표로 두 차례 NCAA 우승을 거두었다. 그는 또한 2011년 팬아메리칸 게임에서 개인전과 단체전 금메달을 획득하며 2관왕에 올르기도 했고, 2012년 팬아메리칸 챔피언쉽에서도 2관왕에 올랐다. 그는 2012년 하계 올림픽에 참가하였다. 그는 개인전 8강까지 진출하였으나 라레슈 두미트레스쿠에 패하며 파이널 피스트 진출에 실패하였다. 단체전에서 미국 러시아와의 첫경기를 포함하여 세경기를 모두 패하여 해당 종목을 최하위로 마감하였다.